# Mercurio y Argos
Mercurio y Argos es un óleo de asunto mitológico pintado por Diego Velázquez para el Salón de los Espejos del Alcázar de Madrid hacia 1659, tratándose de una de sus últimas obras. Salvado del incendio de 1734, pasó al Palacio del Buen Retiro y luego al Palacio Nuevo, donde al ser inventariado en 1772 se advertía del acrecentamiento de la tela, por el añadido de dos bandas, siendo especialmente visible la que afecta a su parte superior de aproximadamente 25,5 cm. En 1819 ingresó en las colecciones del Museo del Prado.

## Historia del cuadro
Tras su nombramiento como superintendente de obras en 1643 Velázquez desempeñó tareas de tracista o arquitecto en la definición de espacios interiores del Alcázar. En la última de esas intervenciones, en 1658, se encargó de la decoración del Salón Grande o de los Espejos, sobre la puerta principal, para la que según Antonio Palomino proporcionó «la planta del techo con las divisiones, y forma de las pinturas, y en cada cuadro escrita la historia, que se había de ejecutar». Agostino Mitelli y Angelo Michele Colonna, traídos por Velázquez de Italia, se encargaron del ornato arquitectónico, ocupándose de sus historias, dedicadas a la fábula de Pandora, Juan Carreño y Francisco Rizi. El propio Velázquez se reservó en esas tareas una obra aparentemente menor, la realización de cuatro pinturas de formato apaisado y asunto mitológico destinadas a las entreventanas, olvidadas por Palomino en su extensa descripción de los trabajos al óleo y al fresco que en el salón se hicieron y que, según decía, complacían tanto a los reyes que con frecuencia subían a ver trabajar a los pintores en ellas.
Los asuntos de los óleos velazqueños se conocen por el inventario de 1686, en el que el Mercurio y Argos se menciona junto a otros tres lienzos perdidos en el incendio del Alcázar: Apolo desuella a un sátiro (presumiblemente Marsias), Psique y Cupido y Adonis y Venus. Para Fernando Marías los cuatro lienzos podrían tener en común una «reflexión sobre la visión y su ausencia», culminando en la ceguera del gigante de cien ojos Argos tras el sueño que le provoca el dios Mercurio con su música encantadora.
Su realización se sitúa casi unánimemente en 1659, fecha en que la decoración del salón quedó concluida. Para la figura de Argos se han propuesto como modelos el Gálata moribundo de los Museos Capitolinos, uno de los mármoles clásicos -entonces en la colección Ludovisi- de los que Velázquez encargó en su segundo viaje a Italia la realización de un vaciado, combinado según Charles Tolnay con el desnudo broncíneo sobre Ezequías en los frescos de Miguel Ángel en la capilla Sixtina. La misma escultura helenística habría inspirado según Enriqueta Harris la figura de Mercurio en lo que a los brazos y la posición de los hombros se refiere. Marías por su parte señala cierta relación de dependencia entre esta obra y El sueño de san José de Giovanni Lanfranco que Velázquez pudo ver surante su estancia en Roma.

## Contenido de la fábula
La fuente literaria son Las Metamorfosis de Ovidio (1, 688-721): Júpiter para poder amar a Ío ocultamente extiende sobre la tierra una extensa neblina, pero Juno celosa sospecha y la disipa. Júpiter para evitar ser descubiertos no puede hacer otra cosa que transformar a Ío en una hermosa ternera. Juno, escamada, se la reclama y coloca como su guardián a Argos, el gigante de cien ojos que nunca dormía, pues siempre alguno de sus ojos velaba. Pero Júpiter envía a Mercurio para rescatarla y el mensajero del dios consigue con la dulce música de su flauta que cierre los cien ojos, momento representado en el cuadro de Velázquez, dándole muerte a continuación y rescatando a la ternera.

## La interpretación de la fábula por Velázquez
Una vez que Velázquez optó por representar a sus protagonistas a tamaño natural, el formato apaisado de la tela obligaba a un desarrollo en el cual las figuras tendidas debían predominar sobre las erguidas, lo que le obligaría a dar un tratamiento poco heroico a sus asuntos. Así Mercurio no es el audaz soldado que enarbola la espada, según lo concibió Rubens al tratar el mismo asunto en la serie de pinturas mitológicas que proporcionó para la Torre de la Parada, sino el asesino taimado que se acerca arrastrándose cauteloso y valiéndose de las sombras. En su primitivo estado, además, esas dos figuras, junto con la vaca Ío alejándose envuelta en sombras, llenaban la tela más de lo que lo hacen en la actualidad, al haber sido ampliada arriba y abajo. 
Para comprender el modo velazqueño de abordar el mito puede ser muy útil la comparación con el citado cuadro de Rubens, tal como han hecho Julián Gállego en 1990 y Jonathan Brown en 1999, especialmente éste al presentar unidas ambas telas, propiedad del Museo del Prado, en la exposición Velázquez, Rubens y Van Dyck. Del mismo modo que haría Velázquez más tarde, Rubens, al que se le supone un respeto por los asuntos mitológicos negado al «desmitificador» Velázquez, no hizo del guardián de la vaca Ío un gigante de cien ojos. El Argos de Rubens es un vaquero rudo y calvo, que duerme de modo poco natural, con la cabeza caída por su propio peso hundiéndose en el hombro izquierdo. Su única y poco heroica arma es el cayado de pastor. Mercurio, por su parte, parece inspirado en el Gladiador borghese del Museo del Louvre, aunque envuelto en una clámide roja, despojado de cualquier atributo de su divinidad. Velázquez, pues, no se apartaba de Rubens al presentar a estos personajes como «jayanes», en expresión de Julián Gállego. Incluso en la siringa o flauta de siete cañas que ha dejado Mercurio para tomar la espada y en el sombrero -«viejo chambergo de plumas tiesas, propio de ese rufián», según Gállego, pero alado como corresponde al dios-, Velázquez muestra mayor respeto que Rubens por los accesorios clásicos que debían permitir reconocer en lo pintado la narración mítica. Y los dos, como se ha apuntado, utilizan en sus figuras fuentes clásicas.
No es, por tanto, el modo de abordar a los personajes míticos lo que los distancia, sino la diferente atmósfera que los envuelve. En Rubens un paisaje dramatizado refuerza el potencial retórico que establece el violento contraste entre la figura dinámica de Mercurio, en la que el flamenco pone el acento de su composición, y la pasiva imagen de Argos. En Velázquez el paisaje queda reducido a lo esencial: una abertura entre las peñas a un cielo crepuscular que envuelve en sombras a la vaca Ío y acompaña el sueño de Argos. Una atmósfera de quietud y silencio que no perturba Mercurio, deslizándose cauteloso. Frente al tono ampuloso de Rubens, Velázquez elige el sosiego, en lo que radica el diferente modo que tienen de enfrentarse al mito: para Rubens es algo extraordinario, como lo son los milagros de la religión cristiana, aun cuando no se acompañe en su traducción plástica de aquellos aditamentos que hacen a los dioses y a los héroes seres sobrehumanos, en tanto en Velázquez el milagro, sin dejar de ser extraordinario y sin que deje de ser reconocido, se hace cotidiano y se recibe en silencio.

## Técnica
Velázquez empleó en su ejecución pinceladas muy fluidas, en las que el pigmento se acumula en los extremos del trazo. Toda la superficie ha sido tratada de forma semejante, y así también las cabezas parecen desdibujadas, a causa de la forma rápida y ligera de su ejecución, apuntándose sólo los rasgos faciales mediante breves pinceladas marrones. El empleo de aglutinante en gran cantidad hace que esas pinceladas resulten además casi transparentes, especialmente en los fondos, trasluciendo las capas de color inferiores y la propia base. 
Las variaciones introducidas, los célebres pentimentos de Velázquez, afectan principalmente a la vaca Ío, que en una primera solución se pintó con la cabeza mirando en dirección opuesta a la definitiva, lo que sólo puede observarse en este caso por reflectografía infrarroja a causa de la ligerereza de la capa de color empleada en su realización. En cuanto al color, sobre una base ligeramente marrón, además del blanco y el negro, con los que delimitó los contornos, empleó lapislázuli para el celaje, azurita para los azules grisáceos del vestido de Argos, mezclándola con negro, y bermellón de mercurio con óxido de hierro, blanco de plomo y esmalte en diferentes cantidades en las carnaciones y en la capa roja de Mercurio, acabada con un estrato de laca roja.